# المحدادة (السياني)

تعديل مصدري - تعديل

المحدادة محلة تابعة لقرية الكزلة، التابعة لعزلة العربيين بمديرية السياني إحدى مديريات محافظة إب في الجمهورية اليمنية.، بلغ تعداد سكانها 26 حسب تعداد اليمن لعام 2004.